# Mucha Lucha
Mucha Lucha – amerykański serial animowany, którego bohaterami są młodzi meksykańscy zapaśnicy. Lucha libre to szczególny rodzaj wrestlingu, w którym bardzo ważną rolę odgrywają maski i anonimowość zawodników.

## Opis fabuły
Głównym wątkiem serialu są walki zapaśnicze w „Międzynarodowej Szkole Luchowania”. Nie są to zwykłe zapasy – wszyscy zapaśnicy muszą nosić maskę (dlatego też nazywają się Maskieterami). Walczą w imię honoru, rodziny, tradycji i ciastek. Główni bohaterowie to Rykoszet (ang. Rikochet), Buena Dzidzia (ang. Buena Girl) i Pchła (ang. The Flea). Poza nimi jest jeszcze wielu innych Maskieterów. Rykoszet ma psa, który wabi się Maskopies, ponieważ on również nosi maskę.

## Główni bohaterowie
- Rykoszet – jeden z najlepszych luchadorów w „Międzynarodowej Szkole Luchowania”. Jego strój jest koloru czerwonego i niebieskiego. Jego najlepszymi przyjaciółmi są Pchła, Buena Dzidzia, Maskopies i El-Rey. Typowymi chwytami Rykoszeta są m.in.: Krusząca Kula Rykoszeta, Wielki Wir, Małe Bańki Nierównowagi, Lustro Luster, Mały Żuczek Rozwalaczek.
- Pchła – jeden z najgorszych luchadorów. Jego kostium jest biały, ale z powodu brudu stał się brązowy. Pchła nienawidzi się myć i boi się mydła. Mówi o sobie w trzeciej osobie, np. „Pchła musiał”. Jest najlepszym przyjacielem Rykoszeta. Jego typowymi chwytami są: Wielki Smród, Swędzenie Pchły, Płonący Indyk Chwały.
- Buena Dzidzia – najporządniejsza z wszystkich zapaśników. Najlepiej się uczy i zna wszystkie zasady walki. Często sięga do „Kodeksu Zamaskowanych Zapaśników”. Kolory jej stroju to zieleń, biel i błękit. Osobiste chwyty Buena Dzidzi to: Buena Buldożer Prawdy, Pochodnia Prawdy.
- Kartofel Ziemniak Jr. – zdecydowanie największy zapaśnik w szkole. Lubi się wywyższać i prowokować wszystkich do zapasów. Jego strój jest biało-fioletowy. Jego charakterystyczne chwyty to: Jeden Ziemniak, Dwa Ziemniaki, Trzy Ziemniaki, Frytki!, Kosmiczny Ziemniak Rozwalania, Kartoflane Działo.

## Wersja polska
Opracowanie i udźwiękowienie wersji polskiej: Studio Sonica

Dialogi polskie: Barbara Robaczewska

Reżyseria: Agnieszka Matysiak

Dźwięk i montaż: Zdzisław Zieliński

Organizacja produkcji: Elżbieta Kręciejewska

Wystąpili:
- Dariusz Toczek – Rykoszet
- Janusz Wituch – Pchła
- Joanna Jabłczyńska – Buena Dzidzia
- Zbigniew Suszyński – El-Rey
- Jarosław Domin – Lone Star
- Agnieszka Matysiak – Dyrektorka szkoły
- Wojciech Paszkowski – Pan Wczorajszy
- Ryszard Olesiński – Los Pantalones Elegantes
- Jacek Czyż – Duch Honoru, Rodziny i Tradycji
- Tomasz Marzecki – Stamina
- Sławomir Pacek
- Jacek Kopczyński
- Tomasz Steciuk

i inni

## Odcinki
- Do tej pory powstały 3 serie (I i III po 13, II – 26 odcinków). W trzech seriach są w sumie 52 odcinki.
- Powstał również film wydany na kasetach video The Return Of El Malefico.
- W Polsce serial pojawił się po raz pierwszy w Cartoon Network:
  - I seria (odcinki 1-13) – 12 stycznia 2004 roku,
  - II seria (odcinki 14-39) pojawiła się (oficjalnie) w emisji 6 września 2004 roku. Kilka odcinków jednak pojawiło się wcześniej w emisji, w ramach wakacyjnego bloku Wielkie Letnie Głosowanie:
– odcinki: 14, 15, 16, 17, 18 i 19 – 20 lipca 2004 roku,
– odcinki: 20, 21, 22, 23, 24, 26 i 28 – 30 lipca 2004 roku.
- III seria (odcinki 40-52) oraz film nie zostały w Polsce nigdy wyemitowane.
- Serial po raz ostatni został wyemitowany 3 listopada 2006 roku. Emitowane były 2 pierwsze serie.

### Spis odcinków
| Nr             | Polski tytuł                          | Angielski tytuł                                             |
| -------------- | ------------------------------------- | ----------------------------------------------------------- |
|                |                                       |                                                             |
| SERIA PIERWSZA |                                       |                                                             |
|                |                                       |                                                             |
| 01             | Znowu w szkole                        | Back To School                                              |
| 01             | Nowa klasa wagowa                     | Weight Gaining                                              |
|                |                                       |                                                             |
| 02             | Cudowny plecak                        | Fantastic Backpack                                          |
| 02             | Nadzy i zamaskowani                   | Naked And Masked                                            |
|                |                                       |                                                             |
| 03             | Jak Rykoszet wypracował swój chwyt    | How Rikochet Got His Move Back                              |
| 03             | Serce Luchadora                       | Heart Of Lucha                                              |
|                |                                       |                                                             |
| 04             | Wczoraj, dziś i jutro                 | Woulda Coulda Hasbeena                                      |
| 04             | Wściekłość Cindy Slam                 | The Anger Of Cindy Slam                                     |
|                |                                       |                                                             |
| 05             | Klątwa Zamaskowanego Sedesu           | Curse Of The Masked Toilet                                  |
| 05             | Mumia w złotej masce                  | The Mummy With The Golden Mask                              |
|                |                                       |                                                             |
| 06             | Krusząca kula                         | Pinball Wizard                                              |
| 06             | Nie bardzo Buena Dzidzia              | Not So Buena Girl                                           |
|                |                                       |                                                             |
| 07             | Zaproś Tatę na święto Luchowania      | Bring Your Dad To Lucha Day                                 |
| 07             | Założyciel szkoły                     | Our Founder                                                 |
|                |                                       |                                                             |
| 08             | Ząb niezgody                          | Tooth Of Dare                                               |
| 08             | Rykoszet mężczyzną                    | Mask Mitzvah                                                |
|                |                                       |                                                             |
| 09             | Najlepszy przyjaciel Pchły            | The Flea’s Fighting Fish                                    |
| 09             | La Flamencita                         | La Flamencita                                               |
|                |                                       |                                                             |
| 10             | Prawdziwy bohater                     | Will The Real El Rey Please Stand Up?                       |
| 10             | Meloman                               | The Musica Man                                              |
|                |                                       |                                                             |
| 11             | Timmy tysiąca masek                   | Timmy Of A Thousand Masks                                   |
| 11             | Wszystkie stworzenia maskowane i duże | All Creatures Masked & Small                                |
|                |                                       |                                                             |
| 12             | Honor Luchadora                       | Honor Thy Lucha                                             |
| 12             | Chinche                               | Chinche                                                     |
|                |                                       |                                                             |
| 13             | Wyspa totalnej wolności               | Mask Away                                                   |
|                |                                       |                                                             |
| SERIA DRUGA    |                                       |                                                             |
|                |                                       |                                                             |
| 14             | Syn swojego ojca                      | Lone Stars                                                  |
| 14             | Najmniejsza Luchadorka                | The Littlest Luchadora                                      |
|                |                                       |                                                             |
| 15             | Człowiek z maski                      | The Man From M.A.S.K.                                       |
| 15             | Bueno Pchła                           | The Flea’s Bueno Twin                                       |
|                |                                       |                                                             |
| 16             | Koszmar z ulicy Lucha                 | Nightmare On Lucha Street                                   |
| 16             | Zemsta Zamaskowanego Sedesu           | Revenge Of The Masked Toilet                                |
|                |                                       |                                                             |
| 17             | Wszystkie potwory duże i małe         | Calling All Monsters                                        |
| 17             | Świnie precz!                         | Pig Out                                                     |
|                |                                       |                                                             |
| 18             | Nowe umiejętności                     | Thrills And Skills                                          |
| 18             | Imprezowe zwierzę                     | Party Animal                                                |
|                |                                       |                                                             |
| 19             | Tańczący z robalami                   | Dancing With Bugs                                           |
| 19             | Łańcuszek głupców                     | Chain Of Fools                                              |
|                |                                       |                                                             |
| 20             | Rzodkiewkowe święto                   | You Look Radishing                                          |
| 20             | Czas na Lucha kąpiel                  | Lucha, Rinse & Repeat                                       |
|                |                                       |                                                             |
| 21             | Wojna ciastek                         | War Of The Donuts                                           |
| 21             | Pokaż coś śmiesznego                  | Show Me The Funny                                           |
|                |                                       |                                                             |
| 22             | Opowieści Franka Mima                 | French Twisted                                              |
| 22             | Los Lobos De Lucha                    | Los Lobos De Lucha                                          |
|                |                                       |                                                             |
| 23             | Wielka Buena kasa                     | Big Buena Sellout                                           |
| 23             | Odpowiedzialny w ruinach              | Laying In Ruins                                             |
|                |                                       |                                                             |
| 24             | Sprawa wielkiej głowy                 | Getting Ahead                                               |
| 24             | Się naprawi                           | Los Fabulosos                                               |
|                |                                       |                                                             |
| 25             | Kościsty kolega                       | Meet The Muertos                                            |
| 25             | Nielegalna maska                      | Mask Maker                                                  |
|                |                                       |                                                             |
| 26             | Agent Pchła                           | Undercover Flea                                             |
| 26             | Kid Wombat                            | Kid Wombat                                                  |
|                |                                       |                                                             |
| 27             | Churro, moja miłość                   | Churro Overload                                             |
| 27             | Minimarket zagłady                    | Mini Mercado Of Doom                                        |
|                |                                       |                                                             |
| 28             | La Brucha                             | La Bruja                                                    |
| 28             | El Szalony Dzieciak                   | El Niño Loco                                                |
|                |                                       |                                                             |
| 29             | Kolekcjoner                           | The Collector                                               |
|                |                                       |                                                             |
| 30             | Kapelusz pełen nienawiści             | The Brat In The Hat                                         |
| 30             | Gorączka wyborcza                     | Election Daze                                               |
|                |                                       |                                                             |
| 31             | Nocne Luchowanie                      | Late Night Lucha                                            |
| 31             | Zwycięstwo Pchły                      | Flea At Last                                                |
|                |                                       |                                                             |
| 32             | Osobiste demony Pchły                 | Flea’s Personal Demons                                      |
| 32             | Wirtualni Luchadorzy                  | Virtual Luchadores                                          |
|                |                                       |                                                             |
| 33             | Święto Piniaty                        | Day Of The Piñata                                           |
| 33             | Psiucha Lucha                         | Poocha Lucha                                                |
|                |                                       |                                                             |
| 34             | Pędem do zwycięstwa                   | Run, Lucha, Run                                             |
| 34             | Bohaterska obrona ciasta              | An Epic Tale Of Donuts And Heroes                           |
|                |                                       |                                                             |
| 35             | Najazd Luchabotów                     | Attack Of The Luchabots                                     |
|                |                                       |                                                             |
| 36             | Mój włochaty knykieć                  | My Hairy Knuckles                                           |
| 36             | Mięśnie kontra myślenie               | Brains Meets Brawn                                          |
|                |                                       |                                                             |
| 37             | Asfalt przeznaczenia                  | Asphalt Of Doom                                             |
| 37             | Och, jak gorąco!                      | Hot Hot Hot                                                 |
|                |                                       |                                                             |
| 38             | Młody Chupacabra                      | I Was A Pre-Teen Chupacabra                                 |
| 38             | Święto zamaskowanego terroru          | Carnival Of Masked Terror                                   |
|                |                                       |                                                             |
| 39             | Zostajesz w kozie                     | Getting His Goat                                            |
| 39             | 10 rund męki                          | 10 Rounds Of Trouble                                        |
|                |                                       |                                                             |
| SERIA TRZECIA  |                                       |                                                             |
|                |                                       |                                                             |
| 40             |                                       | Buena Basura                                                |
| 40             | Shamrock And Roll                     |                                                             |
|                |                                       |                                                             |
| 41             |                                       | Spider And The Flea                                         |
| 41             | The Incredible Penny Plutonium        |                                                             |
|                |                                       |                                                             |
| 42             |                                       | Dare To Lucha                                               |
| 42             | Monkey Business                       |                                                             |
|                |                                       |                                                             |
| 43             |                                       | Dawn Of The Donuts                                          |
| 43             | Yo Ho Ho And A Bottle Of Horchata     |                                                             |
|                |                                       |                                                             |
| 44             |                                       | Big Worm                                                    |
| 44             | Medico Mayhem                         |                                                             |
|                |                                       |                                                             |
| 45             |                                       | Banditos De Los Muertos                                     |
| 45             | Field Of Screams                      |                                                             |
|                |                                       |                                                             |
| 46             |                                       | Slamazon And On…                                            |
| 46             | Buena On Wheels                       |                                                             |
|                |                                       |                                                             |
| 47             |                                       | A Whole Lot Of El Rey                                       |
| 47             | Doomien                               |                                                             |
|                |                                       |                                                             |
| 48             |                                       | The Match Before Christmas (a.k.a. A Mucha Mucha Christmas) |
|                |                                       |                                                             |
| 49             |                                       | Call Of The Mild                                            |
|                |                                       |                                                             |
| 50             |                                       | Niko Sushi’s Happy Battle Funtime Dome 3000                 |
| 50             | Smarticus                             |                                                             |
|                |                                       |                                                             |
| 51             |                                       | Mars Madness                                                |
| 51             | Fears Of A Clown                      |                                                             |
|                |                                       |                                                             |
| 52             |                                       | The Magnificent Three                                       |
|                |                                       |                                                             |
| FILM           |                                       |                                                             |
|                |                                       |                                                             |
| F1             |                                       | The Return Of El Malefico                                   |
|                |                                       |                                                             |